# جيمي ماركس
جيمي ماركس (بالإنجليزية: Jamie Marks)‏ (18 مارس 1977 في المملكة المتحدة - ) هو لاعب كرة قدم بريطاني في مركز الوسط. لعب مع بورتاداون وليدز يونايتد ونادي كروسيدرز ونادي لينفيلد وهال سيتي وHarland & Wolff Welders F.C. ‏ ونادي بيليمينا يونايتد.

## وصلات خارجية
- جيمي ماركس على موقع قاعدة بيانات كرة القدم.إي يو (الإنجليزية)